# دانشگاه اتیک غربی

دانشگاه اتیک غربی

دانشگاه اتیک غربی (به لاتین: University of West Attica) یک دانشگاه در یونان است که در Aegaleo Municipality واقع شده‌است.